# John Lannan
John Edward Lannan (Long Beach, 27 settembre 1984) è un giocatore di baseball statunitense, lanciatore nei Omaha Storm Chasers della Minor League Baseball.

## Minor League
Lannan fu selezionato all'11º giro del draft amatoriale del 2005 come 324a scelta dai Washington Nationals. Iniziò nello stesso anno coi Vermont Expos A-, chiudendo con 3 vittorie e 5 sconfitte, 5.26 di media PGL (ERA) e .287 alla battuta contro di lui in 14 partite di cui 11 da partente (63.1 inning). Nel 2006 con i Savannah Sand Gnats A, chiuse con 6 vittorie e 8 sconfitte, 4.76 di ERA e .275 alla battuta contro di lui in 27 partite di cui 25 da partente con un incontro giocato interamente senza subire punti (138.0 inning).
Nel 2007 giocò con tre squadre finendo con 12 vittorie e 3 sconfitte, 2.31 di ERA e .206 alla battuta contro di lui in 21 partite di cui 19 da partente (124.2 inning). Nel 2010 con gli Harrisburg Senators AA finì con una vittoria e 4 sconfitte, 4.20 di ERA e .306 alla battuta contro di lui in 7 partite tutte da partente (40.2 inning).
Nel 2012 con i Syracuse Chiefs AAA finì con 9 vittorie e 11 sconfitte, 4.30 di ERA e .283 alla battuta contro di lui in 24 partite tutte da partente con 3 incontri giocati interamente di cui 2 senza subire punti (148.2 inning). Nel 2013 giocò con due squadre finendo con nessuna vittoria e due sconfitte, 2.45 di ERA e .302 alla battuta contro di lui in 2 partite da partente (11.0 inning).

## Major League

### Washington Nationals (2007-2012)
Il 26 luglio 2007 debuttò nella MLB contro i Philadelphia Phillies, chiuse con 2 vittorie e 2 sconfitte, 4.15 di ERA e .273 alla battuta contro di lui in 6 partite tutte da partente (34.2 inning). Nel 2008 chiuse con 9 vittorie e 15 sconfitte, 3.91 di ERA e .252 alla battuta contro di lui in 31 partite tutte d a partente (182.0 inning).
Nel 2009 firmò un salario base di 424.000$, chiuse con 9 vittorie e 13 sconfitte, 3.88 di ERA e .266 alla battuta contro di lui in 33 partite tutte da partente con 2 incontri completi di cui uno senza subire punti (6° nella National League) (206.1 inning). Nel 2010 firmò un salario base di 458.000$, chiuse con 8 vittorie e altrettante sconfitte, 4.65 di ERA e .302 alla battuta contro di lui in 25 partite tutte da partente (143.1 inning).
Nel 2011 firmò il suo primo contratto in arbitraggio per 2,75 milioni di dollari. Finì con 10 vittorie e 13 sconfitte, 3.70 di ERA e .272 alla battuta contro di lui in 33 partite tutte da partente (4° nella NL) (184.2 inning). Nel 2012 firmò in arbitraggio un annuale per 5 milioni, chiuse con 4 vittorie e una sconfitta, 4.13 di ERA e .270 alla battuta contro di lui in 6 partite tutte da partente (32.2 inning).

### Philadelphia Phillies (2013)
Il 18 dicembre 2012 firmò in arbitraggio un contratto annuale per 2,5 milioni di dollari con i Philadelphia Phillies, chiuse la stagione con 3 vittorie e 6 sconfitte, 5.33 di ERA e .296 alla battuta contro di lui in 14 partite tutte da partente (74.1 inning).

### New York Mets (2014)
Il 18 gennaio 2014 firmò un contratto da Minor League con i Las Vegas 51s per un anno a 1,5 milioni di dollari con un incentivo fino a 2 milioni, se dovesse giocare nella MLB con i New York Mets entro il 14 giugno 2014. Il 28 marzo i Mets acquistarono il suo contratto dai 51s. Il 12 aprile contro i Los Angeles Angels ottenne la sua prima vittoria stagionale, giocando 2.0 inning. Il 16 venne mandato nelle Minor League con i Las Vegas 51s.

## Stili di lancio
Lannan attualmente effettua 5 tipi di lanci:
- Prevalentemente una Fourseam fastball (89 miglia orarie di media) e una Curve (75 mph di media)
- Alternando con una Cutter (88 mph di media), una Sinker (87 mph di media) e una Slider (83 mph di media).

## Vittorie
- Division East della National League: 1

Washington Nationals: 2012

## Premi
- Lanciatore della settimana della International League (27/08/2012)
- Lanciatore della settimana della Carolina League (16/04/2007).

### Numeri di maglia indossati
- n° 26 con i Washington Nationals (2007)
- n° 31 con i Nationals (2008-2012)
- n° 27 con i Philadelphia Phillies (2013)
- n° 32 con i New York Mets (2014).